# ريسي (جبل)
ريسي (بالبولندية: Rysy) (بالألمانية: Meeraugspitze)‏ (بالمجرية: Tengerszem-csúcs)‏ هو جبل في الجزء الشرقي من جبال تاترا، ويقع على الحدود بين بولندا وسلوفاكيا.

## التسمية
يفترض الخبراء أن الاسم البولندي والسلوفاكي ريسي، يعني «الخدوش» أو «الشقوق». يقول تفسير شعبي من الجانب السلوفاكي أن الاسم يأتي من كلمة الجمع ريسي التي تعني «الوشق».
الاسم المجري Tengerszem-csúcs والاسم الألماني Meeraugspitze يعنيان «قمة عين البحر»، من البحيرة الجليدية عند سفح الجبل الشمالي، وتسمى «عين البحر».

## التاريخ
أول تسلق معروف لقمة الجبل كانت في عام 1840، بواسطة إيدي بلاسي ومرشده جان رومان درياني الأب، أول تسلق شتوي لقمة الجبل كانت في عام 1884، من قبل تيودور وندت وجاكوب هورفاي.

## الجغرافيا
يقع جبل على الحدود بين بولندا وسلوفاكيا، وهو أعلى نقطة في بولندا. يرتبط الجزء السلوفاكي إداريًا ببلدة فيسوكي تاتري في شمال مقاطعة بوبراد. والجزء البولندي ببلدية بوكوينا تاترزانسكا في جنوب مقاطعة بولندا الصغرى. تقع القمة على بعد 100 كيلومتر شمال غرب كوشيتسه، ثاني أكبر مدينة في سلوفاكيا، و 250 كيلومترًا شمال شرق براتيسلافا و 100 كيلومتر جنوب كراكوف.
الجبل له ثلاثة قمم: منتصفها عند إرتفاع 2,501 متر (8,205 قدم)؛ الشمال الغربي عند إرتفاع 2,500 متر (8,200 قدم)؛ والجنوب الشرقي عند إرتفاع 2,473 متر (8,114 قدم). القمة الشمالية الغربية هي أعلى نقطة في بولندا.